# Edmund Howard
Edmund Howard (1478 körül – 1539. március 19.) angol nemesember, VIII. Henrik angol király apósa, Howard Katalin királyné édesapja.

## Élete
1478 környékén születhetett, Thomas Howard, Norfolk 1. hercege és első felesége, Elizabeth Tilney harmadik fiaként és harmadik gyermekeként. Apai nagyszülei: (John Howard, Norfolk 1. hercege és Katherine Moleyns. Anyai nagyszülei: Sir Frederick Tilney és Elizabeth Cheney. A szülők 1472. április 30-án keltek egybe.
Tíz édestestvére volt, hét fiú és három lány:
- Thomas (1473 – 1554. augusztus 25.), Norfolk későbbi 3. hercege. Ő kétszer házasodott, első felesége Yorki Anna hercegnő (IV. Edvárd angol király leánya) lett 1495. február 4-én, aki négy gyermeket (Thomas, egy halvaszületett, ismeretlen nevű és nemű gyermek, Henry és William) szült férjének, Anna halála (1511. november 23.) után, 1513 elején Thomas nőül vette Lady Elizabeth Staffordot, aki további öt gyermeket (Henry, Thomas, Mary, Muriel és Katherine) szült hitvesének.
- Edward (1476/1477 – 1513. április 25.) angol tengernagy volt. Ő volt az első Howard, aki admirálisként szerzett hírnevet, és tinédzserként vett részt az első tengeri csatájában. Parancsnokként szolgált a Cambrai-i Liga első háborújában. Részt vett a Saint-Mathieu-i csatában, amely talán az első olyan tengeri ütközet volt, ahol hajók ágyúit lőréseken keresztül vetették be. Röviddel ezután elesett, amikor a bresti francia flotta gályáira vezetett támadást. Kétszer nősült, első hitvese Elizabeth Stapleton volt, aki 1505. február 18-án, gyermektelenül hunyt el, s Edward még az év végén nőül vette Alice Lovelt, aki szintén nem szült gyermeket férjének. Edward a végrendeletében közeli jó barátjára, Charles Brandonra és VIII. Henrikre bízta két, ismeretlen nevű fattyú fia nevelését.
- John
- Henry
- Charles
- Henry (korán elhunyt bátyja, Henry után kapta a keresztnevét)
- Richard
- Elizabeth (1480 körül – 1538. április 3.), ő körülbelül 1498-ban hozzáment Thomas Boleynhez, az ő gyermekeik voltak George Boleyn, Mary Boleyn és Boleyn Anna angol királyné.
- Muriel (1512-ben halt meg), ő kétszer is volt férjnél, első férje John Grey (Lisle 2. vikomtja) volt, akitől egy lánya (Elizabeth) született, második férje pedig Sir Thomas Knyvet volt, akinek öt gyermeket (Edmund, Katherine, Ferdinand, Anne és Henry) szült.
- egy ismeretlen nevű leánygyermek (fiatalon elhunyt)

Edmund édesanyja 1497. április 4-én, körülbelül 53 éves korában elhunyt. Ekkor apja ismét megnősült, ezúttal néhai felesége unokatestvére, a körülbelül 20 esztendős Agnes Tilney lett a hitvese 1497. november 8-án, aki még további tizenegy gyermeket szült a férfinak. (Edmund 1497. augusztus 17-én kézhez kapta a pápa különleges engedélyét, hogy nőül vehesse elhunyt felesége közeli rokonát.)
Edmund féltestvérei voltak:
- John
- John (korán elhunyt bátyja után kapta a keresztnevét)
- William (1510 körül - 1573. január 12.), később Effingham 1. bárója, ő kétszer nősült, első felesége Katherine Broughton volt, aki egy leányt (Agnes) szült neki, második hitvese pedig Margaret Gamage lett, aki négy fiút (Charles, William, Edward és Henry) és öt lányt (Douglas, Mary, Frances, Katherine és Martha) szült férjének.
- Charles
- Thomas (1511 - 1537. október 31.)
- Henry
- Richard (1517-ben halt meg)
- Dorothy, ő Edward Stanley (Derby 3. grófja) felesége lett
- Anne, ő John de Vere (Oxford 14. grófja) hitvese lett
- Catherine (1554-ben hunyt el), ő kétszer volt férjnél, első férje Rhys ap Gruffydd, második hitvese pedig Henry Daubner (Bridgewater 1. grófja) volt
- Elizabeth (1536-ban halt meg), ő Henry Radclyffe (Sussex 2. grófja) felesége lett

Edmund háromszor nősült. Első hitvese Joyce Culpeper volt, aki három fiút és három lányt szült férjének házasságuk 21 éve alatt:
- Henry
- Charles
- George (1519 körül – 1580)
- Margaret (1515 körül – 1572. október 10.), ő Sir Thomas Arundell felesége lett, akinek két fiút (Matthew és Charles) szült
- Catherine (1521 körül – 1542. február 13.), VIII. Henrik ötödik felesége
- Mary, ő Edmund Trafford hitvese lett

Joyce körülbelül 1531-ben halt meg, özvegye pedig újranősült. Ezúttal Dorothy Troyes lett a felesége, ám ő nem szült gyermeket Edmundnak. Dorothy halála után a férfi ismét oltár elé állt. Harmadik hitvese Margaret Munday lett 1537-ben, de ő sem szült gyermekeket férjének.
Edmund 1539. március 19-én, körülbelül 61 éves korában halt meg. Már nem érhette meg, hogy Catherine nevű leánya Anglia királynéja lett 1540. július 28-án, így nem érte meg Catherine kivégzését sem, melyre 1542. február 13-án került sor.)